# Saint-Aubert-sur-Orne
Saint-Aubert-sur-Orne ist eine Commune déléguée in der französischen Gemeinde Putanges-le-Lac mit 98 Einwohnern (Stand: 1. Januar 2022) im Département Orne in der Region Normandie.

## Geografie
Saint-Aubert-sur-Orne liegt achtzehn Kilometer nordöstlich von Flers. Die Commune déléguée umfasst eine Fläche von 9,69 km² und wird von der Orne durchflossen. Sie besteht unter anderem aus 200 Hektar Wald. Im Weiler La Saussaie befindet sich ein Campingplatz.

## Kultur und Geschichte

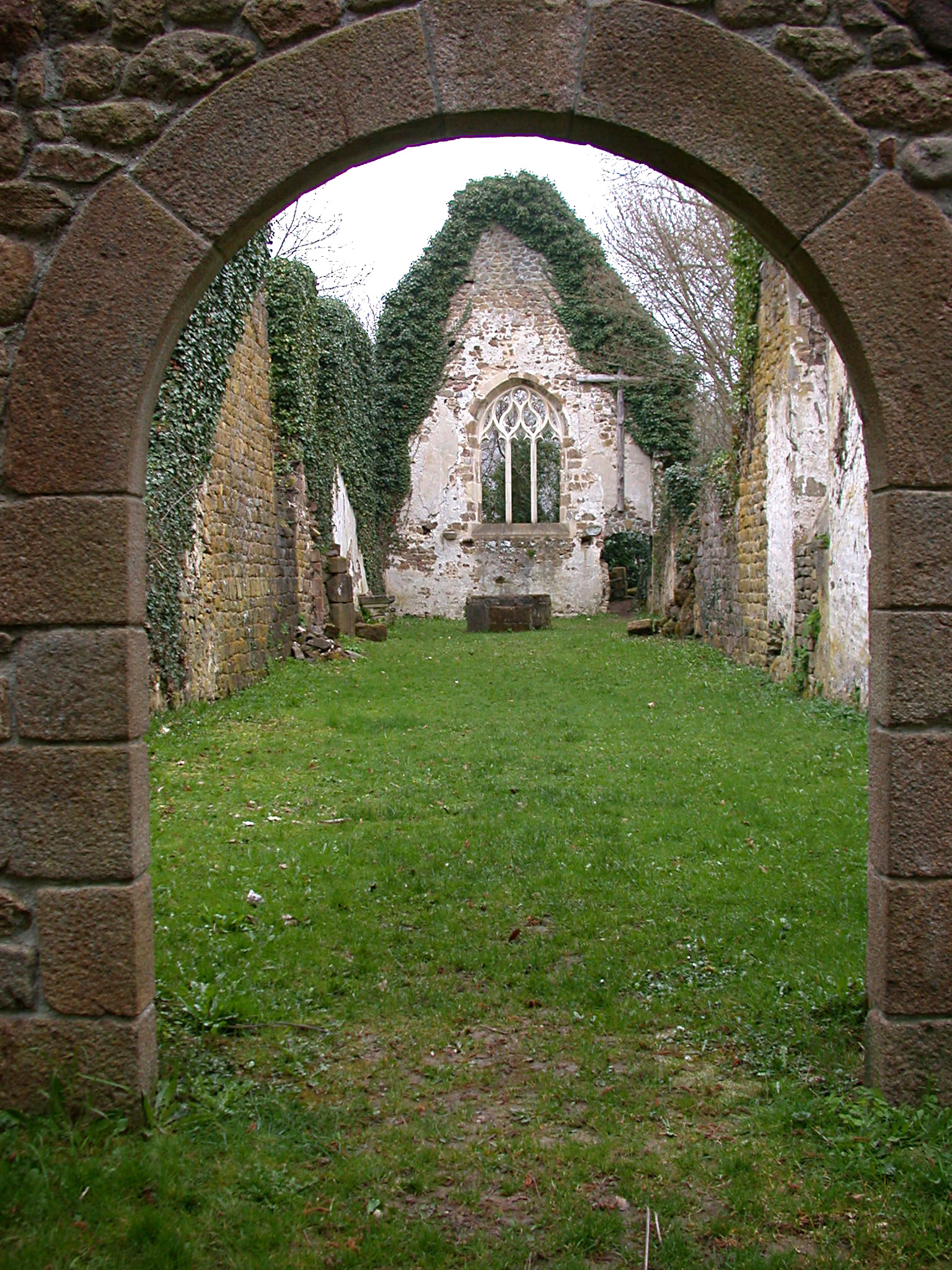
Kirche im verlassenen alten Ortskern

Saint-Aubert-sur-Orne wurde von den Mönchen des Mont-Saint-Michel gegründet, die dort um das Jahr 800 eine Kirche errichteten. Sie gaben ihr den Namen Saint Aubert und begannen mit der Rodung der Wälder. Das Dorf war lange Zeit abhängig von der Abtei Saint-Étienne in Caen. Die Bauern schickten ihre Schweine in den Wald, um dort Eicheln u. ä. zu fressen. Daraus entstand die Sitte, dass die Schweine jährlich einem Vertreter der herrschenden Abtei vorgeführt wurden. Während der Hugenottenkriege wurde die Kirche zerstört und wieder aufgebaut. Ein armer Adliger aus Saint-Aubert produzierte Falschgeld, flog auf, floh zum Roche d’Oëtre und wurde dort getötet.
Vor der Französischen Revolution war das Dorf bedeutend: Es gab einen Pfarrer und zwei Pfarrervikare. Außerdem gab es neben der Kirche ein Gefängnis sowie einen Notar. Bei einer Landvermessung wurden 1596 Flächeneinteilungen erfasst. Die Existenz einer Lohmühle ist belegt, eine weitere Mühle diente der Weiterverarbeitung von Getreide. Im vergangenen Jahrhundert verschob sich das Dorf, eine neue Kirche wurde erbaut und die alte Kirche wurde aufgegeben. Bis heute hat Saint-Aubert-sur-Orne einen Großteil seiner früheren Bedeutung verloren.
Mit Wirkung vom 1. Januar 2016 wurden die bisherigen Gemeinden Chênedouit, La Forêt-Auvray, La Fresnaye-au-Sauvage, Ménil-Jean, Putanges-Pont-Écrepin, Rabodanges, Les Rotours, Saint-Aubert-sur-Orne und Sainte-Croix-sur-Orne zu einer Commune nouvelle mit dem Namen Putanges-le-Lac zusammengeschlossen und haben in der neuen Gemeinde den Status einer Commune déléguée. Der Verwaltungssitz befindet sich im Ort Putanges-Pont-Écrepin. Die Gemeinde Saint-Aubert-sur-Orne gehörte zum Arrondissement Argentan und zum Kanton Athis-de-l’Orne.

## Bevölkerungsentwicklung
| Jahr      | 1962 | 1968 | 1975 | 1982 | 1990 | 1999 | 2008 |
| Einwohner | 170  | 150  | 130  | 124  | 126  | 126  | 117  |

## Sport
Im Frühjahr trainiert hier die nationale Kanu-Auswahl.